# Bushmanland
1964–1989
Entités précédentes :
- Sud-Ouest africain

Entités suivantes :
- Namibie

Le Bushmanland était un bantoustan autonome du Sud-Ouest africain, alors géré par l'Afrique du Sud. Situé dans l'Est de la Namibie actuelle, il regroupait des africains de l'ethnie Bochiman.
Bushmanland signifie pays des Bochimans.
Les Bushman ou San (nouvelle appellation moins péjorative), vivaient de chasse et de cueillette (racines, fruits) dans le bush.
Aujourd'hui ils ont adopté le mode de vie « contemporain », mais en tant que touriste, il est possible de visiter le « musée vivant » qui se trouve à proximité de Tsumkwe. Et ceci, afin d'admirer leurs anciennes coutumes de chasse et de cueillettes, ainsi que leurs chants ancestraux.

## Histoire
Le Bushmanland fut créé selon le rapport de la commission Odendaal de 1964.
Il fut réintégré à la Namibie en mai 1989 dans la nouvelle région administrative de Otjozondjupa.

## Géographie

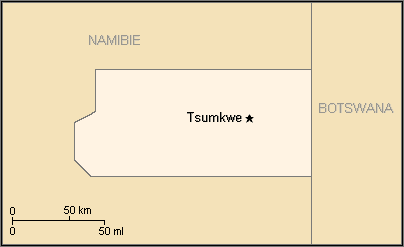
Carte du Bushmanland.

La capitale du Bushmanland était Tsumkwe qui comptait 550 habitants en 2001.
Le territoire du bantoustan était situé au Nord du désert du Kalahari.
La végétation est composée d'une savane parsemée d'arbres (acacias, baobabs, etc.) arrosée par d'assez faibles précipitations. Le climat semi-aride est caractérisé par une saison des pluies durant l'hiver austral.